# Luigi Mannelli (politico)
Luigi Mannelli Galilei (Firenze, 30 novembre 1803 – Firenze, 17 gennaio 1872) è stato un politico italiano.

## Biografia
Nobile proprietario terriero nato nel 1803, Luigi Mannelli ebbe in moglie Giovanna Frullani, figlia di Leonardo Frullani. Dal loro matrimonio nacquero Giulia e Ottavia.
Fra il 1868 e il 1870 fu senatore del Regno d'Italia.
Il Mannelli-Galilei ricoprì inoltre le cariche di sindaco di Casellina e Torri e capitano della Guardia civica di Firenze, ove morì nel 1872.